# Catherine Lalumière
 (avril 2025).
Si vous disposez d'ouvrages ou d'articles de référence ou si vous connaissez des sites web de qualité traitant du thème abordé ici, merci de compléter l'article en donnant les références utiles à sa vérifiabilité et en les liant à la section « Notes et références ».
 (avril 2025).
Pour les articles homonymes, voir Lalumière.
Catherine Lalumière, née le 3 août 1935 à Rennes, est une femme politique française. 
Plusieurs fois députée et ministre, elle a exercé les fonctions de secrétaire générale du Conseil de l'Europe et de vice-présidente du Parlement européen. Elle a également présidé la Fédération française des maisons de l'Europe de 2008 au 1er avril 2017. 
Elle préside la Maison de l'Europe de Paris, le Relais Culture Europe, ainsi que l'association européenne des Écoles d’études politiques du Conseil de l'Europe. Elle quitte ses fonctions en 2020.
Depuis décembre 2021, elle est présidente fondatrice de la Fondation Pierre et Catherine Lalumière, abritée par la Fondation de France.

## Biographie

### Formation et carrière universitaire
Catherine Lalumière est docteur en droit public  de l'université de Rennes en 1968 puis maître de conférences. De 1960 à 1981, elle a successivement enseigné au sein des universités de Rennes, Bordeaux et Paris 1 Panthéon-Sorbonne. Issue d'une famille protestante rennaise, elle ne dissimule pas son adhésion au protestantisme.

### Carrière politique
Catherine Lalumière milite très tôt à la SFIO, puis adhère au Parti socialiste en 1973.
Membre du « groupe des experts », elle est nommée en 1975 déléguée du PS à la fonction publique. Aux élections législatives de 1978, elle est parachutée dans la cinquième circonscription du Val-de-Marne, mais est battue au second tour avec 46,90 % des voix.
Elle arrive sur la scène politique nationale en 1981, dans le sillage de l'élection de François Mitterrand à la présidence de la République.
En mai 1981, elle est nommée au sein du premier gouvernement de Pierre Mauroy secrétaire d'État chargée de la Fonction publique et de la Réforme administrative auprès du Premier ministre.
Élue pour la première fois députée en Gironde en juin 1981, elle est nommée dans la foulée ministre de la Consommation dans le deuxième gouvernement Mauroy.
En 1983, après son échec face au maire sortant Jacques Chaban-Delmas dans la bataille municipale pour la mairie de Bordeaux, elle conserve son portefeuille de la Consommation mais son ministère est rétrogradé au rang de secrétariat d'État rattaché au ministre de l'Économie, des Finances et du Budget, Jacques Delors. Elle s'appuie alors notamment sur Christiane Doré, « numéro 2 » du ministère.

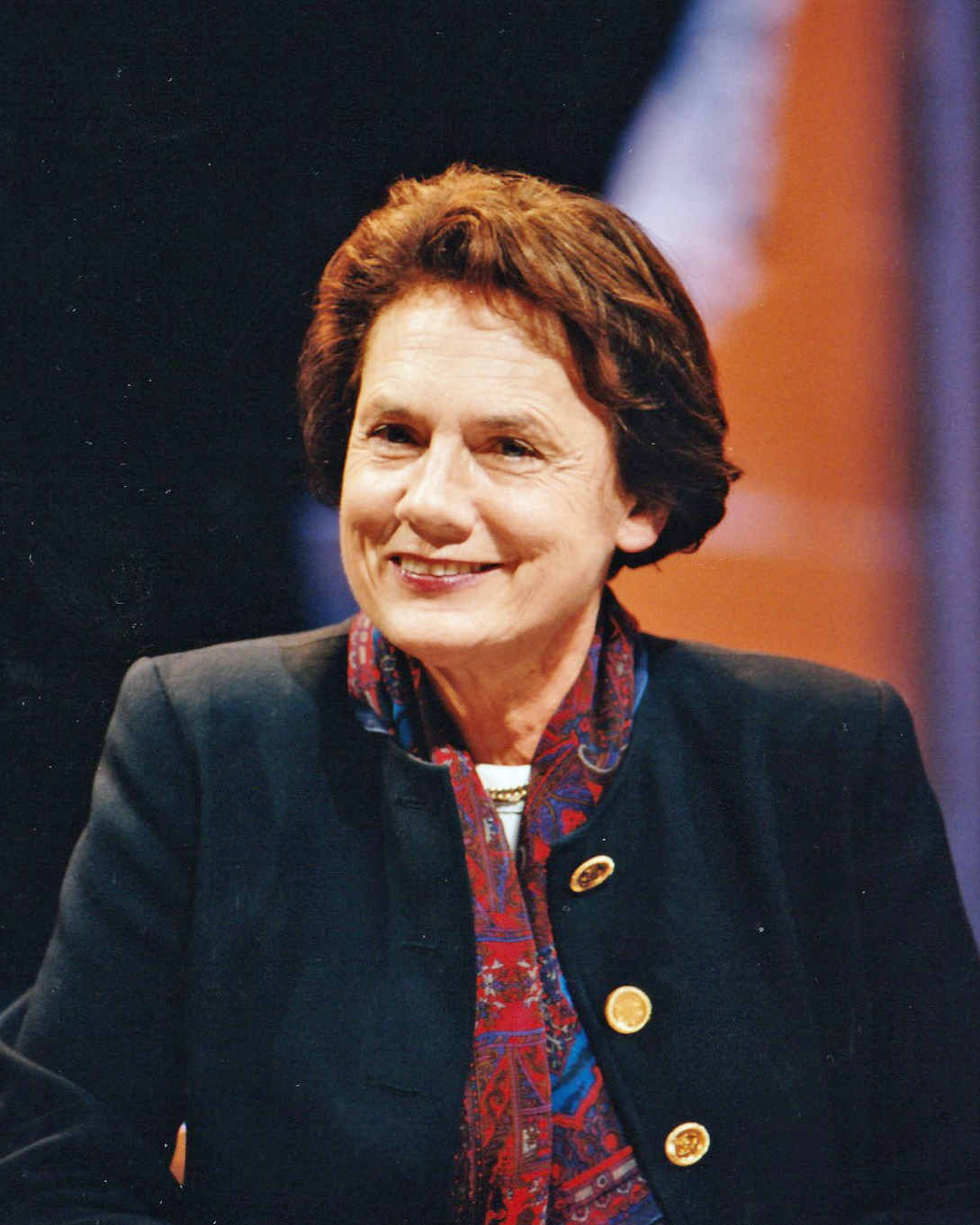
Conférence de Catherine Lalumière au Festival international de géographie en 1998.

Le 7 décembre 1984, elle est nommée secrétaire d'État chargée des Affaires européennes du gouvernement de Laurent Fabius. À ce titre, elle est signataire pour la France de l'accord de Schengen en 1985.
Réélue députée en 1986 et 1988, elle est nommée secrétaire générale du Conseil de l'Europe en juin 1989. Dès le mois suivant, elle reçoit le secrétaire général du Parti communiste de l'Union soviétique, Mikhaïl Gorbatchev, qui vient exposer sa vision d'une Europe rassemblée au sein de la « Maison européenne commune ». Durant son mandat, elle favorise la mise en place d'un réseau d’Écoles d’Études Politiques du Conseil de l'Europe dont l'objectif est de former les jeunes cadres politiques des démocraties naissantes de l'ancien Bloc de l'Est. Elle inaugure enfin les nouveaux bâtiments de la Cour européenne des droits de l'homme à Strasbourg. 
À la fin de son mandat au Conseil de l'Europe, en mai 1994, Catherine Lalumière est évincée de la liste socialiste de Michel Rocard et se place désormais en marge du Parti socialiste. Elle rejoint la liste Énergie radicale de Bernard Tapie, élue députée européenne en 1994 et réélue en 1999 sur une liste PS/PRG/MDC. Elle se voit confier une des vice-présidences du Parlement européen entre 2001 et 2004.
En 2003, elle est nommée à la tête de la Maison de l'Europe de Paris, association dont l'objectif est de promouvoir la citoyenneté européenne. En 2008, elle devient présidente de la Fédération française des maisons de l'Europe, association qui rassemble une trentaine de Maisons de l'Europe en France. Elle quitte ses fonctions en 2020.
En décembre 2021, elle crée la Fondation Pierre (du nom de son défunt mari) et Catherine Lalumière, abritée par la Fondation de France.
Elle est nommée officier de la Légion d'honneur en janvier 2017.

## Fonctions électives
- Députée de la Gironde (Troisième circonscription de la Gironde), élue le 21 juin 1981, réélue en 16 mars 1986 et 12 juin 1988 (démissionnaire en juin 1989)
- Conseillère communautaire de Bordeaux mars 1983-juin 1995
- Vice-présidente de la délégation pour les Communautés européennes de l'Assemblée nationale juin 1988-juillet 1989
- Conseillère municipale de Talence (Gironde) mars 1989-juin 1995
- Députée européenne, élue en juin 1994 (sur la liste Énergie Radicale de Bernard Tapie), réélue en juin 1999 (sur la liste Europe Solidaire de François Hollande)
- Présidente du groupe Alliance radicale européenne 19 juillet 1994- 19 juillet 1999
- Conseillère régionale d’Île-de-France mars 1998-mars 2004 (après avoir dirigé la liste Gauche Plurielle dans les Hauts-de-Seine)
- Membre du bureau du groupe socialiste européen 19 juillet 1999-19 juillet 2004
- Vice-présidente du Parlement européen 4 avril 2001-19 juillet 2004

## Fonctions ministérielles
- Secrétaire d'État auprès du Premier ministre, chargée de la Fonction publique et des Réformes administratives du gouvernement Pierre Mauroy (1) (du 22 mai au 23 juin 1981)
- Ministre de la Consommation du gouvernement Pierre Mauroy (2) (du 23 juin 1981 au 22 mars 1983)
- Secrétaire d'État auprès du ministre de l'Économie, des Finances et du Budget, chargée de la Consommation du gouvernement Pierre Mauroy (3) (du 24 mars 1983 au 23 juillet 1984) et du gouvernement Laurent Fabius (du 23 juillet au 7 décembre 1984)
- Secrétaire d'État auprès du ministre des Relations extérieures, chargée des Affaires européennes du gouvernement Laurent Fabius (du 7 décembre 1984 au 20 mars 1986)

## Fonctions internationales
- Secrétaire général du Conseil de l'Europe du 1er juin 1989 au 31 mai 1994.

## Fonctions politiques
- Membre de la direction provisoire de Radical (RAD et ex-MRG) en 1995 avec Bernard Castagnède et Michel Dary, après la démission de Jean-François Hory.
- Vice-présidente du Parti radical de gauche

## Fonctions associatives
- Présidente de la Fédération française des maisons de l'Europe de 2008 à 2017[10].
- Présidente de la Maison de l'Europe de Paris de 2003 à 2021[10].

## Divers
Le rapport qu'elle rédige à la demande du Premier ministre, Lionel Jospin, sur l'Accord multilatéral sur l'investissement déclare ce projet « non réformable », ce qui provoque son abandon définitif en octobre 1998.

## Décorations
- Commandeur de la Légion d'honneur. Elle est faite chevalier le 20 juillet 2006, officier le 28 février 2017[12], puis commandeur le 13 juillet 2023[13].